# Mads Korsbjerg
Mads Korsbjerg, né le 23 juillet 1976, est un joueur professionnel de squash représentant le Danemark. Il atteint en avril 2001 la 97e place mondiale sur le circuit international, son meilleur classement. Il est champion du Danemark en 2003 et 2006. 
Son frère jumeau Mikkel Korsbjerg est également joueur professionnel de squash.

## Palmarès

### Titres
- Championnats du Danemark : 2 titres (2003, 2006)